# هاریس (ایندیانا)
هاریس (به انگلیسی: Harris) یک منطقهٔ مسکونی در ایالات متحده آمریکا است که در شهرستان مارشال، ایندیانا واقع شده‌است. هاریس ۲۵۵٫۱۲ متر بالاتر از سطح دریا واقع شده‌است.